# Michael Gross
Michael Edward Gross (n. 21 iunie 1947, Chicago, Illinois, SUA) este un actor american de televiziune și film. Acesta a ajuns cunoscut pentru interpretarea lui Steven Keaton în serialul Family Ties⁠(d) (1982-1989) și a survivalistului Burt Gummer în seria de filme Tremors⁠(d).

## Biografie
Gross s-a născut în Chicago, fiul Virginiei Ruth (născută Cahill) și al lui William Oscar Gross. Acesta și sora sa mai mică - Mary Gross⁠(d) - au fost crescuți în credința catolică. A urmat în primii ani școlile St. Francis Xavier și St. Genevieve din Chicago, absolvind-o pe cea din urmă în 1961.
A urmat liceul Kelvyn Park⁠(d) din nordul orașului Chicago și și-a încheiat studiile în 1965. A obținut o diplomă în teatru în cadrul Universității Illinois la Chicago⁠(d), iar apoi a urmat cursuri la Universitatea Yale pentru diploma de master în arte frumoase. Sora sa, Mary, fosta membră a distribuției emisiunii Saturday Night Live, este actriță. Cei doi sunt veri primari ai actorului Ron Masak⁠(d) .

### Cariera
Gross a intrat în atenția publicului cinefil odată cu rolul lui Steven Keaton în serialul anilor 1980 Family Ties⁠(d); acesta și colega sa Meredith Baxter⁠(d) s-au născut pe aceeași dată: 21 iunie 1947. Totuși, cel mai cunoscut și de durată rol al său a fost cel al lui Burt Gummer în filmele Tremors și în serialul cu același nume⁠(d), interpretând rolul timp de treizeci de ani, de la lansarea filmului original Tremors - creaturi ucigașe în 1990 până la Tremors: Shrieker Island⁠(d) în 2020. A câștigat premiul pentru cel mai bun actor din partea DVD Exclusive Awards pentru rolul său din Tremors 3: Atac in zbor⁠(d).
Gross a apărut într-un episod al serialului Night Court⁠(d) în rolul lui Christian Sullivan, un agresor sexual. În 1988, a interpretat un jefuitor de bănci în filmul In the Line of Duty: The F.B.I. Murders⁠(d). Acesta a apărut în seriale de televiziune precum Boston Legal, Cum am cunoscut-o pe mama voastră, Batman din viitor, Spitalul e urgență, Parks and Recreation⁠(d), Lege și ordine⁠(d), Lege si ordine: Brigada specială⁠(d) și Lege și ordine: Intenții criminale⁠(d). Din august 2008 până în ianuarie 2009, Gross a apărut în serialul CBS Tânăr și neliniștit în rolul lui River Baldwin. Gross a apărut  în serialul Orice e posibil⁠(d) în rolul unui terapeut al personajului interpretat de Michael J. Fox. În noiembrie 1979, Gross a creat rolul Gretei în producția de pe Broadway a piesei Bent⁠(d) a lui Martin Sherman⁠(d).

## Viața personală
Gross este căsătorit cu directorul de casting Elza Bergeron din 2 iunie 1984; acesta este tatăl vitreg al celor doi copii pe care aceasta îi are dintr-o altă relație. Acesta este prieten apropiat cu fosta sa colegă din serialul Family Ties, Meredith Baxter.
Gross este pasionat de trenuri⁠(d) și deține o mare colecție cu antichități din domeniul feroviar. Este un istoric amator al căilor ferate, fotograf, modelator și coproprietar al unei căi ferate în funcțiune, calea ferată sudică Santa Fe⁠(d). De asemenea, este purtătorul de cuvânt al campaniei World's Greatest Hobby sponsorizată de Model Railroad Industry Association care promovează hobby-ul machetelor feroviare și al Operation Lifesaver⁠(d), o campanie care promovează siguranța la punctele de trecere la nivel de cale ferată.
Din 2009, Gross este „purtătorul de cuvânt al celebrităților” pentru Muzeul feroviar B&O⁠(d) din Baltimore, Maryland. Este gazda rețelei de televiziune B&O Railroad Museum pe YouTube și membru al Societății istorice a căilor ferate din Santa Fe.
Gross este un fan al echipei de baseball Chicago Cubs⁠(d). 

## Filmografie
| Filme | Filme                                                       | Filme                                  | Filme                                                                  |
| An    | Titlu                                                       | Rol                                    | Note                                                                   |
| ----- | ----------------------------------------------------------- | -------------------------------------- | ---------------------------------------------------------------------- |
| 1980  | Just Tell Me What You Want                                  | Lothar                                 |                                                                        |
| 1987  | Dorothy Meets Ozma of Oz                                    | El însuși/gazda                        | Dublaj Scurtmetraj animat Direct-to-video                              |
| 1988  | Big Business                                                | Dr. Jay Marshall                       |                                                                        |
| 1990  | Tremors                                                     | Burt Gummer                            |                                                                        |
| 1991  | Cool as Ice                                                 | Gordon Winslow / James Anthony Hackett |                                                                        |
| 1992  | Alan & Naomi                                                | Sol Silverman                          |                                                                        |
| 1994  | In the Heat of Passion II: Unfaithful                       | Howard                                 |                                                                        |
| 1996  | Tremors 2: Aftershocks                                      | Burt Gummer                            | Direct-to-video                                                        |
| 1996  | Sometimes They Come Back... Again                           | Jon Porter                             | Direct-to-video                                                        |
| 1996  | Kounterfeit                                                 | Captain Evans                          | Direct-to-video                                                        |
| 1997  | True Heart                                                  | Dick                                   |                                                                        |
| 1998  | Ground Control                                              | Murray                                 |                                                                        |
| 2001  | Tremors 3: Back to Perfection                               | Burt Gummer                            | Direct-to-video                                                        |
| 2003  | Super Chief: Speed-Style-Service                            | narator                                | Documentar                                                             |
| 2004  | Tremors 4: The Legend Begins                                | Hiram Gummer                           | Tremors 4 sau Tremors: The Legend Begins Direct-to-video               |
| 2004  | You're on the Set of "Tremors 4: The Legend Begins"         | El însuși                              | Scurtmetraj documentar                                                 |
| 2004  | Daylight: The Most Beautiful Train In The World             | Gazda/narator                          | Documentar                                                             |
| 2006  | Frühlingsgefühle                                            |                                        | Scurtmetraj                                                            |
| 2007  | The Ballad of Esequiel Hernández                            | El însuși                              | Documentar                                                             |
| 2008  | El Sonoma                                                   | Mr. Goreman                            |                                                                        |
| 2008  | An American in China                                        | Manny Braddock                         |                                                                        |
| 2008  | 100 Million BC                                              | Dr. Frank Reno                         | Direct-to-video                                                        |
| 2008  | Broken Windows                                              | Teddy                                  |                                                                        |
| 2009  | Stay Cool                                                   | Mr. McCarthy                           |                                                                        |
| 2011  | You're a Wolf                                               | Dad                                    | Scurtmetraj                                                            |
| 2011  | Pizza Man                                                   | Professor Tucker                       |                                                                        |
| 2011  | Just Like Her                                               | Paul Marston                           | Scurtmetraj                                                            |
| 2012  | Tim and Eric's Billion Dollar Movie                         | Narator                                |                                                                        |
| 2012  | Atlas Shrugged: Part II                                     | Ted "Buzz" Killman                     |                                                                        |
| 2012  | Meant to Be                                                 | Mr. Trantham                           |                                                                        |
| 2013  | Guest House                                                 | Lou Wesley                             | Scurtmetraj                                                            |
| 2014  | Our Father                                                  | John                                   | Scurtmetraj                                                            |
| 2015  | Tremors 5: Bloodlines                                       | Burt Gummer                            | Direct-to-video                                                        |
| 2015  | Christmas at Rosemont                                       | Dr. Molina                             |                                                                        |
| 2015  | Bilal: A New Breed of Hero                                  | Okba                                   | Dublaj                                                                 |
| 2015  | He Said                                                     | Walter Elling                          |                                                                        |
| 2016  | Quackerz                                                    | Duckmus                                | Dublaj                                                                 |
| 2016  | Last Call at Murray's                                       | Murray                                 |                                                                        |
| 2016  | C Street                                                    | Governor Appalachia                    |                                                                        |
| 2016  | 20th Century Limited: America's Most Famous Passenger Train | Narator                                | Documentar                                                             |
| 2016  | Model Citizens                                              | El însuși                              | Documentar                                                             |
| 2017  | Camp Cool Kids                                              | Grandpa Norman                         |                                                                        |
| 2018  | Tremors Franchise Recap                                     | Burt Gummer                            | Scurtmetraj                                                            |
| 2018  | Tremors: A Cold Day in Hell                                 | Burt Gummer                            | Cunoscut și sub numele Tremors 6: A Cold Day in Hell Direct-to-video   |
| 2018  | Power of the Air                                            | Chairman                               |                                                                        |
| 2019  | Noelle                                                      | Elder Elf Abe                          | Rol cameo                                                              |
| 2020  | Tremors: Making Perfection                                  | El însuși                              | Scurtmetraj documentar                                                 |
| 2020  | A Ring for Christmas                                        | Graham Moore                           |                                                                        |
| 2020  | Tremors: Shrieker Island                                    | Burt Gummer                            | Cunoscut sub numele Tremors 7 and Tremors: Island Fury Direct-to-video |